# Chihani
Chihani là một đô thị thuộc tỉnh El Tarf, Algérie. Dân số thời điểm năm 2002 là 9.234 người.